# Kehat (Bibel)
Kehat ist im Alten Testament der zweitälteste Sohn Levis und Stammvater der Kehatiter.

## Etymologie
Eine Erklärung des hebräischen Namens קְהָת Kehat findet sich im Aramäischen Levi-Dokument. Dort wird der Name mit dem Wort קָהָל qāhāl  „Versammlung“ in Verbindung gebracht. Dadurch wird Kehat über die Volksversammlung gesetzt, was eine Beauftragung mit dem Priestertum einschließt. In der Septuaginta lautet der Name κααθ kaat.

## Biblischer Bericht

### Kehat
An mehreren Stellen wird Kehat als zweitältester Sohn Levis genannt (so z. B. Gen 46,11  und Ex 6,16 ). Seine Brüder heißen Gerschon und Merari, seine Schwester Jochebed (Num 26,59 ). Die Söhne Kehats sind nach Ex 6,18  Amram, Jizhar, Hebron und Usiël. Kehat ist nach Num 3,27  der Stammvater der Kehatiter, von seinen Söhnen stammen die Amramiter, die Jizhariter, die Hebroniter und die Usiëliter ab.

### Kehatiter
Der Stamm Levi umfasste drei Familien:
- Gersoniter
- Kehatiter
- Merariter

Aaron und Moses entstammten beide der Familie der Kehatiter (2 Mos 6,18-20 ).
Als Leviten haben die Kehatiter Dienst am Offenbarungszelt zu verrichten. Nach Num 4,4  sind sie für das Hochheilige des Offenbarungszeltes verantwortlich. Sie sollen alle Geräte des Heiligtums tragen, nachdem diese von Aaron und seinen Söhnen verhüllt und an ihnen Stangen zum Tragen angebracht worden sind. Dazu gehören nach Num 4,5–14  die Bundeslade, der Tisch mit den Schaubroten und den Behältern für das Trankopfer, der Leuchter und der Altar mit allen Geräten für den Altardienst. Dabei dürfen sie die heiligen Gegenstände nicht direkt berühren, da sie sonst sterben müssen. Deshalb befiehlt JHWH Mose und Aaron, die Kehatiter einzeln in ihre Arbeiten einzuweisen, um zu verhindern, dass sie sterben müssen, wenn sie die heiligen Gegenstände berühren (Num 4,15.18–20 ).
Nach Num 4,36  beträgt die Anzahl der männlichen Kehatiter 2750. Von den Weihegaben der Stammesführer zur Einweihung des Offenbarungszeltes erhalten die Kehatiter nach Num 7,9  keinen Anteil zur Erfüllung ihrer Aufgaben, weil sie ihre Last auf den Schultern tragen sollen.
Im Land Kanaan erhalten die Leviten keinen eigenen Landbesitz. Stattdessen werden ihnen Städte zugewiesen, in denen sie wohnen können. Die Kehatiter erhalten nach Jos 21,20–26  vier Städte vom Stamm Efraim (die Asylstädte Sichem, Geser, Kibzajim, Bet-Horon), vier vom Stamm Dan (Elteke Gibbeton Ajalon Gat-Rimmon) und zwei vom Stamm Manasse (Taanach, Gat-Rimmon). Die Nachkommen Aarons werden dabei in Jos 21,10–19  gesondert aufgeführt. Sie erhalten neun Städte von den Stämmen Juda und Simeon (die Asylstadt Hebron ausgenommen das zugehörige Ackerland, Libna, Jattir, Eschtemoa, Holon, Debir, Ajin, Jutta, Bet Schemesch) und vier vom Stamm Benjamin (Gibeon, Geba, Anatot, Alemet).